# Nistatina/óxido de zinco
Nistatina/óxido de zinco é uma associação medicamentosa para prevenção e tratamento para assaduras em bebês.
É uma pomada à base de óxido de zinco, utilizado na prevenção da assadura ou durante os primeiros estágios da inflamação cutânea.
A nistatina, um antifúngico que combate a Candida albicans, responsável pela assadura em bebês e também pela candidíase.